# 庫姆斯投票方式
庫姆斯投票方式（Coombs method）是由Clyde Coombs創建的用於單一勝者選舉的排名投票系統。與即時決選投票類似，它采用候选人淘汰制，并对投给已淘汰的候选人的票数进行重新分配，直到一名候选人获得多数票为止。